# 2-Phénoxyéthanol
Le 2-phénoxyéthanol est un éther de glycol aromatique de formule semi-développée C6H5O-CH2-CH2OH utilisé dans les produits dermatologiques tels que les crèmes pour la peau et les crèmes solaires pour ses propriétés d'agent de conservation et de solvant.

## Utilisation
Le 2-phénoxyéthanol est présent à l’état naturel dans le thé vert et la chicorée. Mais il est la plupart du temps synthétisé et utilisé comme :
- solvant pour peintures, vernis, laques, encres d'imprimerie, colorants ;
- intermédiaire de synthèse ;
- biocide entrant dans la composition de produits d'entretien ménagers et industriels (agents de nettoyage, désinfectants…), de liquides pour systèmes de refroidissement, de produits pour l'industrie mécanique ou métallurgique (agents anti-corrosion, lubrifiants, fluides d'usinage des métaux, etc.), l'industrie textile, agent de coalescence pour colles au latex ;
- biocides, répulsif d'insectes ;
- agents de conservation pour cosmétiques (principalement dans les shampoings), de produits d'hygiène corporelle et de produits pharmaceutiques à usage humain ou vétérinaire, fixateur de parfum (par exemple dans le conservateur Euxyl K400 (qui s'est révélé être un puissant sensibilisant[12],[13],[14] et allergène[15],[16],[17] et où l'on trouve aussi 20 % de méthylglutaronitrile, qui y est le principal allergène[18]).

Lorsqu'il est synthétisé et utilisé pour les cosmétiques il est sous la forme d'un liquide huileux incolore avec une faible odeur de rose.
Ce conservateur sert aussi souvent de solvant pour d’autres conservateurs, en particulier pour les parabènes.
En aquaculture, il est utilisé comme anesthésique pour certaines espèces de poissons,.
Utilisé en pharmacie comme conservateur, il est présent dans la plupart des vaccins, et listé comme ingrédient pour de nombreux vaccins par les Centres pour le contrôle et la prévention des maladies.

## Propriétés physico-chimiques
Le 2-phénoxyéthanol est un liquide huileux incolore de faible odeur aromatique. Il est modérément soluble dans l'eau, très soluble dans l'alcool, l'éther, l'acétone, le glycérol, le propylène glycol, les solutions de soude, légèrement soluble dans les huiles minérales. 
Le 2-phénoéthanol est un produit stable dans les conditions normales de température et de pression. Il est également stable en présence d'acides et de bases. Il peut réagir vivement avec les oxydants forts avec risque d'incendie et d'explosion. C'est un produit combustible. Les produits de la combustion sont des oxydes de carbone. Son noyau benzènique lui confère également des propriétés parfumantes. 
C'est un bactéricide (généralement utilisé avec des composés d'ammonium quaternaire), souvent utilisé à la place de l'azoture de sodium dans les tampons biologiques car moins toxique et ne réagissant pas avec le cuivre et le plomb.

## Toxicologie
Le phénoxyéthanol est bien absorbé par voie orale ou cutanée. Il est métabolisé en acide 2-phénoxyacétique et est éliminé essentiellement dans l'urine.

### Toxicité sur l'homme
Il existe peu de données concernant la toxicité du 2-phénoxyéthanol chez l'homme. Les effets décrits sont des allergies cutanées et des troubles neurologiques. Concernant la toxicité aigüe, les concentrations jusqu'à 10 % (dans la vaseline) appliquées sur la peau de volontaires ne provoquent pas d'effets irritants. Par contre plusieurs cas de sensibilisation cutanée (eczéma ou urticaire) sont rapportés. La fréquence est faible et les cas sont le plus souvent en rapport avec une utilisation régulière dans des cosmétiques. On ne dispose pas de données sur les risques cancérigènes ou les effets sur la reproduction liés au 2-phénoxyéthanol. Toutefois il est déconseillé depuis le 26 novembre 2012 par l'Agence nationale de sécurité du médicament et des produits de santé (ANSM) dans les lingettes pour bébés car il est suspecté d'être toxique au niveau du développement et de la reproduction.
Le Comité scientifique pour la sécurité des consommateurs a considéré, dans son avis final sur le phénoxyéthanol du 6 octobre 2016, que le phénoxyéthanol utilisé à 1 % en tant que conservateur dans les produits cosmétiques est sûr pour la santé, quel que soit le groupe d’âge.

### Toxicologie professionnelle
Des mesures de prévention sont définies pour le stockage et la manipulation du 2-phénoxyéthanol. À l'embauche, il conviendra de chercher des signes d'atteinte neurologique et cutanée chronique. Le suivi médical devra comporter un examen clinique visant à identifier une éventuelle atteinte neurologique ainsi que des irritations cutanées. Un dépistage des troubles neurologiques centraux régulier est recommandé.